# عشرب بصيلي
عشرب بصيلي (الاسم العلمي:Exacum bulbilliferum) هو نوع من النباتات يتبع جنس العشرب من الفصيلة الجنطيانية.